# 忻钰坤
忻钰坤（1984年—），内蒙古自治区包头市人，中国电影导演、编剧，北京电影学院摄影系毕业，2014年他拍摄的导演处女作《心迷宫》以中国农村现实题材为背景，收获好口碑，并得到第51届金马奖最佳新导演和最佳原创剧本2项提名。
2016年他与新加坡导演陈世杰和泰国导演西瓦罗·孔萨库联合执导《再见，在也不见》，由新加坡导演陈哲艺监制，陈柏霖、蒋雯丽、杨祐宁、秦沛主演，在广西、台湾、曼谷和新加坡取景拍摄，中国于2016年5月13日公映。

## 电影作品
- 《心迷宫》（2014年）
- 《再见，在也不见》（2015年）
- 《暴裂无声》（2017年）